# Choristella tenera
Choristella tenera là một loài ốc biển, là động vật thân mềm chân bụng sống ở biển thuộc họ Lepetellidae.